# Gle Gohtue
Gle Gohtue är en kulle i Indonesien.   Den ligger i provinsen Aceh, i den västra delen av landet, 1 800 km nordväst om huvudstaden Jakarta. Toppen på Gle Gohtue är 277 meter över havet.
Terrängen runt Gle Gohtue är kuperad, och sluttar västerut.Runt Gle Gohtue är det ganska tätbefolkat, med 58 invånare per kvadratkilometer. I omgivningarna runt Gle Gohtue växer i huvudsak städsegrön lövskog.